# Wyspy Tambelan
Wyspy Tambelan (indonez. Kepulauan Tambelan) – archipelag na Morzu Południowochińskim na zachód od wyspy Borneo; wchodzi w skład prowincji Wyspy Riau.
Piaszczyste plaże wysp Tambelan są idealnym miejscem do składania jaj przez żółwie morskie.
Były pierwszym terytorium holenderskim zajętym przez Japończyków podczas II wojny światowej (zajęte 27 grudnia 1941 r.).